# 남양읍
남양읍(南陽邑)은 경기도 화성시의 읍이다. 화성시청이 소재하며, 구 남양군의 중심지이기도 하였다. 현재 대한민국에서 최초이자 유일하게 동이 읍으로 전환된 사례이기도 하다.

## 연혁
- 조선시대 경기도 남양도호부 음덕리면(陰德里面)·화척지면(禾尺只面)·둔지곶면(屯知串面), 인천도호부 이포면 일부
- 1895년 6월 23일(음력 윤5월 1일) 인천부 남양군[2]
- 1896년 8월 4일 경기도 남양군[3]
- 1914년 4월 1일 음덕리면·화척지면·둔지곶면을 경기도 수원군 음덕면(陰德面)으로 통합하였다.(15리)[4]

| 조선총독부령 제111호 |                                                             |
| 구 행정구역          | 신 행정구역                                                 |
| 남양군 음덕리면      | 음덕면 남양리, 북양리, 신남리                               |
| 남양군 화척지면      | 음덕면 문호리, 송림리, 수화리, 시리, 신외리, 원천리, 장전리 |
| 남양군 둔지곶면      | 음덕면 무송리, 안석리, 온석리, 장덕리, 활초리               |
- 1949년 8월 14일 수원군 수원읍이 수원부(시)로 승격하여 군에서 분리되고, 수원군이 화성군으로 개칭하였다.[5]
- 1949년 8월 15일 음덕면을 남양면으로 개칭하였다.[6]
- 2000년 11월 1일 화성군의 청사가 오산시 오산동에서 남양면 남양리로 이전되었다.[7]
- 2001년 3월 21일 화성군이 화성시로 승격하였다.[8] 이와 함께 남양면을 남양동으로 전환하였다.[9]
- 2009년 11월 19일 행정구역 개편으로 44개통 설치
- 2014년 7월 8일 : 안전행정부에서 남양동의 남양읍 전환 승인[10]
- 2014년 10월 20일 : 남양동이 남양읍으로 전환

## 행정 구역

남양읍 법정리 지도

| 법정리 | 한자   | 행정리           | 비고 |
| ------ | ------ | ---------------- | ---- |
| 남양리 | 南陽里 | 남양1리~남양13리 |      |
| 신남리 | 新南里 | 신남1리~신남6리  |      |
| 장덕리 | 長德里 | 장덕1리, 장덕2리 |      |
| 안석리 | 安石里 | 안석1리, 안석2리 |      |
| 활초리 | 活草里 | 활초리           |      |
| 온석리 | 溫石里 | 온석1리, 온석2리 |      |
| 무송리 | 茂松里 | 무송1리~무송3리  |      |
| 북양리 | 北陽里 | 북양1리~북양3리  |      |
| 송림리 | 松林里 | 송림1리, 송림2리 |      |
| 수화리 | 水花里 | 수화1리, 수화2리 |      |
| 장전리 | 獐田里 | 장전리           |      |
| 신외리 | 新外里 | 신외1리, 신외2리 |      |
| 문호리 | 文湖里 | 문호1리, 문호2리 |      |
| 시리   | 匙里   | 시1리, 시2리     |      |
| 원천리 | 遠泉里 | 원천리           |      |
| 15리   |        | 44행정리         |      |

## 교육
- 창문초등학교 (폐교) - 남양로1405번길 20 (수화리)
- 남양초등학교 (남양리)
- 동양초등학교 (남양리)
- 활초초등학교 (안석리)
- 신남초등학교 (신남리)
- 대양초등학교 (남양리)
- 남양중학교
- 신백중학교
- 남양고등학교
- 신경대학교

## 문화재
- 화성 남양리 신빈김씨 묘역 - 경기도 기념물 제153호
- 남양홍씨 열녀정려문 - 화성시 향토문화재 제12호

## 교통
- 도로
  - 국도 제77호선
  - 지방도 제318호선
  - 지방도 제322호선

## 주거환경
| 단지명                   | 건설사                                                           | 시행사           | 주소                          | 입주        | 비고 |
| ------------------------ | ---------------------------------------------------------------- | ---------------- | ----------------------------- | ----------- | ---- |
| 대광 1차 파인밸리        | 대광건영㈜                                                       | 대광건영㈜       | 시청로 221 (남양리)           | 2003년 11월 |      |
| 대광 2차 파인밸리 골드   | 대광건영㈜                                                       | 대광이엔씨㈜     | 시청로102번길 84 (신남리)     | 2004년 7월  |      |
| 남양 우림                | 우림산업개발㈜                                                   | 우림건설㈜       | 남양성지로 8-5 (남양리)       | 2001년 6월  |      |
| 남양 우림필유            | ㈜우림건설                                                       | 우림건설㈜       | 역골동로 94 (남양리)          | 2009년 10월 |      |
| 화성시청역 리젠시빌 란트 | 리젠시빌주택㈜                                                   | 리젠시빌주택㈜   | 시청로102번길 52 (남양리)     | 2023년 4월  |      |
| 남양뉴타운 동광뷰엘      | 동광건설㈜                                                       | 생보부동산신탁㈜ | 역골중앙로 118 (남양리)       | 2018년 5월  |      |
| e편한세상 남양뉴타운     | 디엘이앤씨㈜ 금호산업 계룡건설산업 ㈜고덕종합건설 ㈜금성백조건설 |                  | 남양로862번길 42 (남양리)     | 2022년 11월 |      |
| 무송 금광포란재          | 금광건업㈜                                                       | 금광주택㈜       | 무하로111번길 50 (무송리)     | 2005년 8월  |      |
| 푸르뫼 금강에스쁘아      | 금강종합건설㈜                                                   | 금강종합건설㈜   | 화성로1081번길 49-10 (남양리) | 2004년 7월  |      |
| 남양 기산베스트빌        | 기산건설㈜                                                       | 기산건설㈜       | 남양로 624-8 (기산리)         | 2001년 9월  |      |

## 명소
- 남양성모성지
- 남양향교